# Opuntia insularis
Opuntia insularis là một loài thực vật thuộc họ Cactaceae. Nó đang trong tình trạng nguy cấp, là loài đặc hữu của quần đảo Galapagos (Ecuador), giới hạn tới đảo Fernandina và Isabela.